# Arcocotangente
In matematica, e in particolare in trigonometria, l'arcocotangente è la funzione definita come funzione inversa della cotangente di un angolo nell'intervallo {\displaystyle \left(0,\pi \right)}.

## Notazione

Le funzioni arcotangente e arcocotangente a raffronto

La notazione matematica dell'arcocotangente è {\displaystyle \operatorname {arccot} } o {\displaystyle \mathrm {arccotg} }; è comune anche la scrittura piuttosto ambigua {\displaystyle \cot ^{-1}}.

## Proprietà
L'arcocotangente è una funzione continua e strettamente decrescente, definita per tutti i numeri reali:
{\displaystyle \operatorname {arccot} \colon \mathbb {R} \to \left(0,\pi \right).}
Esistono inoltre i limiti
{\displaystyle \lim _{x\rightarrow +\infty }\operatorname {arccot} x=0,}
e
{\displaystyle \lim _{x\rightarrow -\infty }\operatorname {arccot} x=\pi .}
Il suo grafico è simmetrico rispetto al punto {\displaystyle \left(0,{\frac {\pi }{2}}\right)}, essendo {\displaystyle \operatorname {arccot} x=\pi -\operatorname {arccot} \left(-x\right)}.
La derivata della funzione arcocotangente è:
{\displaystyle {\frac {d}{dx}}\operatorname {arccot} x=-{\frac {1}{1+x^{2}}}={\frac {d}{dx}}\arctan {\frac {1}{x}}.}
La serie di Taylor corrispondente è:
{\displaystyle \operatorname {arccot} x={\frac {\pi }{2}}-\sum _{k=0}^{\infty }(-1)^{k}{\frac {x^{2k+1}}{2k+1}}={\frac {\pi }{2}}-x+{\frac {x^{3}}{3}}-{\frac {x^{5}}{5}}+{\frac {x^{7}}{7}}-\cdots .}
Per via della già descritta simmetria vale la relazione per argomenti negativi:
{\displaystyle \operatorname {arccot} \left(-x\right)=\pi -\operatorname {arccot} x.}

## Applicazioni
In un triangolo rettangolo l'ampiezza in radianti di un angolo acuto equivale all'arcocotangente del rapporto fra il suo cateto adiacente e il cateto opposto.